# Judita (Marko Marulić)

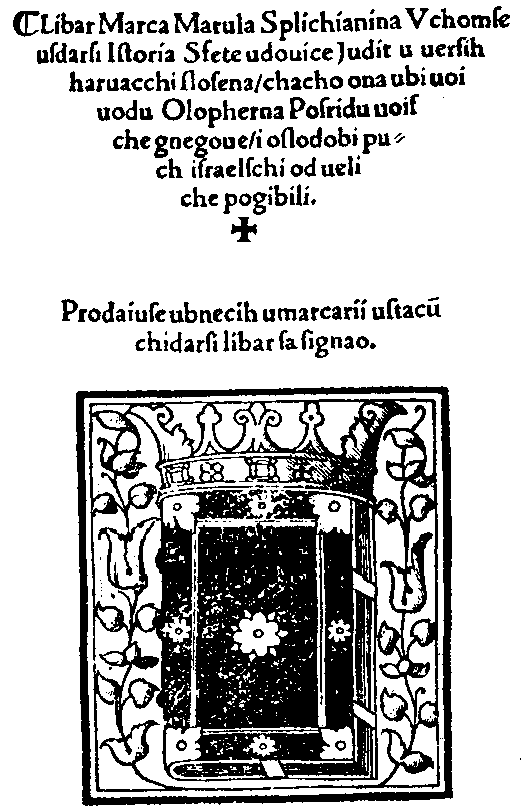
Judita

Judita ist ein bedeutendes kroatisches Werk, welches 1501 vom kroatischen Schriftsteller und europäischen Humanisten Marko Marulić vollendet wurde. Das Werk begründete den Ruf Marulićs als „Vater der kroatischen Literatur“. Es wurde schon zu seinen Lebzeiten drei Mal veröffentlicht (1521, 1522, 1523).

## Inhalt
In seinem Buch bearbeitete er eine Erzählung aus dem Alten Testament über die mutige Witwe Judit, die mit ihrer Heldentat, der Verführung und dem Mord des assyrischen Armeeführers Holofernes die Stadt Betulia rettet. Marulić spricht allegorisch von der Gefahr, in der sich die Stadt Split befand, die zur Zeit der Entstehung des Epos türkischen Angriffen ausgesetzt war. Angesichts der Lage seines Vaterlandes, das von den Osmanen belagert wurde, war die Grundidee seines Epos, dass man Zuversicht in Gott und in die ewige Gerechtigkeit haben solle. Er war der erste Dichter, der für das Volk dichtete, um es im Kampf gegen die Osmanen zu ermutigen. Er wollte Judit dem gewöhnlichen Menschen annähern. Das Thema des Epos ist Judits Befreiung Jerusalems, ihr Glaube und Heimatliebe. Das Epos besteht aus 2126 zweifach gereimten Zwölfsilbern, die in 6 Gesängen komponiert wurden.

## Handlung

### 1. Gesang
Im ersten Gesang beschreibt Marulić den Babylonherrscher Nabukodonosor, der Syrien und Palästina eroberte. Der Schriftsteller beschreibt seinen Wunsch, über die Welt zu herrschen, und schickt seinen Armeeführer Holofernes aus, um möglichst viele Länder zu belagern.

### 2. Gesang
Im zweiten Gesang beschreibt Marulić die Kriegseinsätze des Holofernes und seine Ankunft in Israel. Der Schriftsteller beschreibt auch die Angst der Einheimischen und ihre Gebete um Gottes Hilfe.

### 3. Gesang
Im dritten Gesang beschreibt der Schriftsteller, wie Holofernes Betulia umstellte und den Wasserzufluss der Stadt abdrehte, damit sich die Juden ergeben. Danach wollten sich die Stadtführer ergeben, aber Ozij bittet die Juden um fünf Tage Geduld mit der Gotteshilfe.

### 4. Gesang
Im vierten Gesang beschreibt Marulić Judit, die zu Gott betet und in der gleichen Nacht mit ihrer Sklavin Abra aus der Stadt zieht.

### 5. Gesang
Im fünften Gesang beschreibt der Schriftsteller, wie Holofernes Judit zu sich ins Zelt zum Abendessen einlädt. Als er nach dem vierten Tag betrunken einschläft, hackt ihm Judit den Kopf ab. Danach stellt sie den Kopf an die Stadtmauer, damit es die Gefolgschaft sieht.

### 6. Gesang
Im sechsten Gesang werden die Begebenheiten in Jerusalem nach dem Abgang von Holofernes’ Armee beschrieben. Judit geht für drei Monate nach Jerusalem und kommt danach nach Hause. In ihrem späteren Leben, nach der ersten Ehe mit Manases, heiratete sie nicht wieder. Nach ihrem Tod wurde sie von ihrem Volk sieben Tage betrauert, weil es dank ihr keine Kriege mehr gab.

## Biblische „Judit“
„Judit“ ist eine biblische Geschichte, die auf Hebräisch geschrieben ist. Es geht um Judit, eine Retterin Jerusalems und des Gottesvolkes. Die Handlung ereignet sich in der Stadt Esdrelon, zur Zeit der Herrschaft des assyrischen Königs Nabukodonosor. Er schickte Todesposten unter Führung des Holofernes, damit sie jeden töteten, der sich ihnen entgegensetzte. Durch Judits mutige Tat, den Gang zu Holofernes und seine Enthauptung, wurde das Volk gerettet. Im Werk des unbekannten Autors der biblischen „Judit“ hebt sich besonders die jüdische Heimatliebe und Religion hervor. Judit steht als Symbol für das jüdische Volk. Das Werk ist aus dem ersten oder zweiten Jh. v. Chr. und besteht aus 5 Teilen:
1. Holofernes’ militärischer Kampfeinsatz
2. Belagerung Betulias
3. Judit
4. Judit und Holofernes
5. Sieg

## Die Analyse der Judit
Judit ist edelmütig und gläubig, eine Person mit eisernem Charakter. Sie sieht, dass vor Israel noch eine Versuchung ist, bei der viele den Mut verlieren. Sie entschließt sich, etwas zu unternehmen, was ohne Gottes Hilfe unmöglich wäre. Die Liebe zu Gott gibt ihr Kraft und Mut, um unter die Feinde zu gehen.
Sie benutzte ihre Schönheit und reizte mutig Holofernes, den Führer Nabukodonosors Armee an, und enthauptete ihn. Damit rettete sie die Juden vor dem Niedergang.

## Stil
Der Stil ist sehr bildlich mit vielen Vergleichen und Metaphern. Die Gestalten, vor allem Judit, sind sehr detailliert beschrieben, wie ihr Aussehen so auch der Charakter. Unser heutiges Lesen und die Analyse von Judita erschwert die Tatsache, dass das Werk im kroatischen Dialekt Alt-Cakavisch geschrieben ist, mit einer Fülle von Formen und Wörtern, die man heute nicht verwendet. Aber beim aufmerksamen Lesen werden seine Zwölfsilber verständlich. Sie zeigen uns das Erlebnis des Schriftstellers und die schwere Situation der damaligen Zeit. Der zweifach gereimte Zwölfsilber, mit dem das Werk geschrieben wurde, ist der bedeutendste Vers der kroatischen Literatur.